# آر. لي ألين
آر. لي ألين (بالإنجليزية: R. Lee Allen)‏ هو سياسي أمريكي، ولد في 22 مايو 1927 في أوغدن في الولايات المتحدة. حزبياً، نشط في الحزب الجمهوري. وقد انتخب عضو مجلس نواب ولاية يوتا.